# A New Kind of Army
A New Kind of Army is een studioalbum van de Amerikaanse punkband Anti-Flag dat oorspronkelijk op 25 mei door het label Go Kart Records werd uitgegeven. Het album werd heruitgegeven door A-F Records op 19 oktober 2004 en is tevens het enige album waarop Justin Sane als leadzanger te horen is.

## Nummer
1. "Tearing Everyone Down" - 2:57
2. "Captain Anarchy" - 2:34
3. "A New Kind of Army" - 3:41
4. "That's Youth" - 3:16
5. "No Apology" - 2:16
6. "Got the Numbers" - 3:16
7. "No Difference" - 3:59
8. "I Don't Believe" - 2:31
9. "Right On" - 1:25
10. "What You Don't Know" - 2:44
11. "Free Nation?" - 2:42
12. "Outbreak" - 0:55
13. "Police Story" - 3:37
14. "The Consumer's Song" - 2:08
15. "This Is NOT a Crass Song" - 5:55

## Band
- Justin Sane - zang, gitaar
- Chris #2 - zang, basgitaar
- Chris Head - slaggitaar, achtergrondzang
- Pat Thetic - drums, slagwerk